# بيدير هانسن
بيدير هانسن (بالنرويجية البوكمول: Peder Hansen)‏ هو فلاح وسياسي نرويجي، ولد في 28 ديسمبر 1859. حزبياً، نشط في Moderate Liberal Party ‏. وقد انتخب عضو برلمان النرويج ‏.